# Бондаренко, Василий Емельянович
Василий Емельянович Бондаренко (1923—1973) — майор Советской Армии, участник Великой Отечественной войны, Герой Советского Союза (1945).

## Биография
Василий Бондаренко родился 14 марта 1923 года в селе Хрули (ныне — Лохвицкий район Полтавской области Украины) в крестьянской семье. Окончил неполную среднюю школу, после чего работал на шахте № 39 в Ровенецком районе Луганской области Украинской ССР. В октябре 1941 года Бондаренко был призван на службу в Рабоче-крестьянскую Красную Армию и направлен на фронт Великой Отечественной войны. В 1943 году он окончил курсы младших лейтенантов. Участвовал в боях на Брянском, Центральном, 1-м Украинском, 1-м и 2-м Белорусских фронтах. В боях трижды был ранен. К январю 1945 года старший лейтенант Василий Бондаренко командовал ротой 487-го стрелкового полка 143-й стрелковой дивизии 47-й армии 1-го Белорусского фронта. Отличился во время освобождения Польши.
15 января 1945 года рота Бондаренко прорвала немецкую оборону в районе села Стара Варшавского воеводства Польши. Преследуя отходящие немецкие подразделения, рота форсировала Вислу и захватила две траншеи противника и шоссе Модлин-Варшава, что способствовало успешной переправе полка и выходу их на подступы к Варшаве. Против роты были брошены крупные вражеские пехотные и танковые силы, но все их контратаки были отбиты ещё до подхода подкреплений.
Указом Президиума Верховного Совета СССР от 27 февраля 1945 года за «мужество и героизм, проявленные при форсировании Вислы и удержании плацдарма на её западном берегу» старший лейтенант Василий Бондаренко был удостоен высокого звания Героя Советского Союза с вручением ордена Ленина и медали «Золотая Звезда» за номером 6426.
После окончания войны Бондаренко продолжил службу в Советской Армии. В 1946 году он окончил курсы усовершенствования офицерского состава. В 1962 году в звании майора Бондаренко был уволен в запас. Проживал и работал в Полтаве. Умер 11 марта 1973 года.
Был также награждён орденами Красного Знамени, Александра Невского, Отечественной войны 2-й степени, Красной Звезды, а также рядом медалей. В честь Бондаренко названа шахта.